# جی‌بی‌یو-۲۸
جی‌بی‌یو-۲۸، یک بمب سنگرشکن هدایت لیزری است که به‌دلیل نیاز فوری ایالات متحده در طول عملیات طوفان صحرا برای نفوذ به مراکز فرماندهی مقاوم‌شدهٔ عراق واقع در اعماق زمین، در کمتر از سه هفته طراحی، تولید و عملیاتی شد. تنها دو مورد از این سلاح در عملیات طوفان صحرا و هر دو توسط اف-۱۱۱اِف پرتاب شدند. یک جی‌بی‌یو-۲۸ دیگر نیز در جریان حمله آمریکا به عراق در سال ۲۰۰۳ پرتاب شد.
در نسخهٔ پیشرفتهٔ جی‌بی‌یو-۲۸، هدایت لیزری با ناوبری اینرسیایی و سیستم‌های هدایت از طریق جی‌پی‌اس ترکیب شده‌است.

## طراحی و توسعه
در اوت ۱۹۹۰، ارتش ایالات متحده برنامه‌ریزی یک حملهٔ هوایی علیه عراق را آغاز کرد. برنامه‌ریزان عملیات، متوجه شدند که چند سنگر فرماندهی و کنترل در بغداد در اعماق زمین قرار دارد تا در برابر آتش و بمباران سنگین، مقاومت کنند. همزمان، تردیدهایی در مورد توانایی بمب بی‌ال‌یو-بی/۱۰۹ برای نفوذ به چنین سازه‌های مستحکمی مطرح شده بود؛ بنابراین از بخش تسلیحات هوایی نیروی هوایی ایالات متحده در پایگاه نیروی هوایی اگلین در فلوریدا خواسته شد تا سلاحی با قابلیت نفوذ بالاتر، تهیه کند. وزن نسخهٔ ابتدایی جی‌بی‌یو-۲۸، معادل ۲٬۲۶۸ کیلوگرم و حاوی ۲۸۶ کیلوگرم مواد منفجره قوی بود.
برای پرتاب این بمب‌ها، ابتدا کاربر، یک هدف را با لیزر نگارنده مشخص می‌کند و سپس مهمات خود را به نقطهٔ انعکاس نور لیزر از هدف، هدایت می‌کند. هنگامی که جی‌بی‌یو-۲۸ به زمین برخورد می‌کند، یک فیوز با تأخیر کوتاه فعال می‌شود که وقتی بمب به عمق کافی نفوذ کرد، انفجار، انجام شده و هدف، کاملاً نابود شود.
این بمب نخستین بار در یک محدودهٔ آزمایش نظامی در نوادا، با بودجهٔ وزارت انرژی ایالات متحده در ۲۴ فوریهٔ ۱۹۹۱ مورد استفادهٔ آزمایشی قرار گرفت. پرتاب آزمایشی نشان داد که این بمب می‌تواند تا بیش از ۵۰ متر در زمین یا تا ۵ متر در بتن جامد نفوذ کند. جی‌بی‌یو-۲۸ از این نظر منحصربه‌فرد است که از هنگام تأیید نهایی طرح تا نخستین استفاده از آن در جنگ، تنها دو هفته بین ۱۳ و ۲۷ فوریهٔ ۱۹۹۱ طول کشید.

## پیشینهٔ رزمی

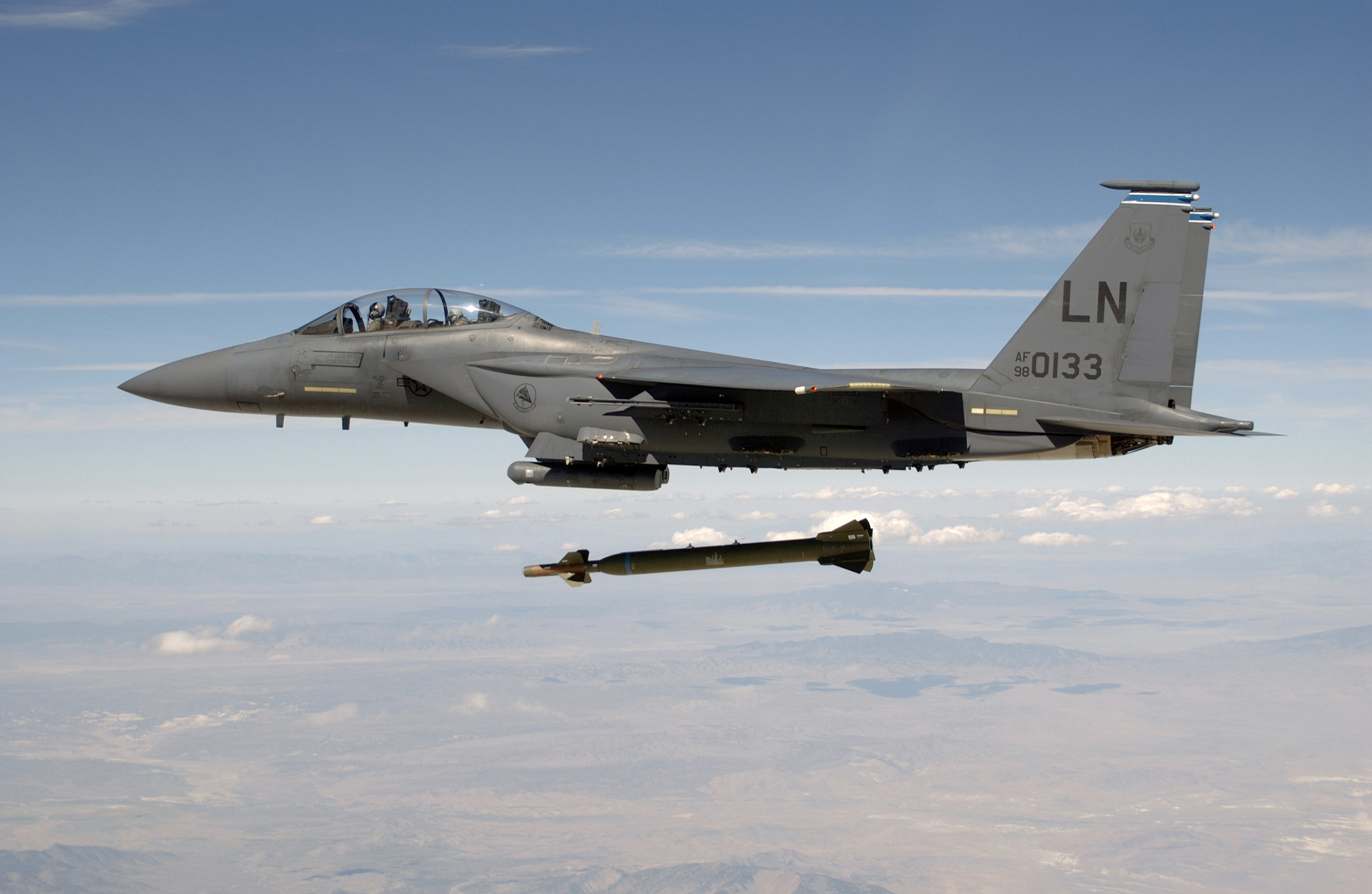
یک اف-۱۵ئی در حال پرتاب جی‌بی‌یو-۲۸

در شب ۲۷/۲۸ فوریهٔ ۱۹۹۱، درست چند ساعت پیش از آتش‌بس، دو فروند جنرال داینامیکس اف-۱۱۱اِف که هر کدام با یک بمب جی‌بی‌یو-۲۸ بارگیری شده بودند به سمت هدفی در حومهٔ بغداد حرکت کردند. پایگاه هوایی التاجی، واقع در ۲۴ کیلومتری شمال غربی پایتخت عراق، قبلاً برای حداقل سه بار توسط جنگنده‌های اف-۱۱۷ نایت‌هاوک با بمب‌های جی‌بی‌یو-۲۷ مورد اصابت قرار گرفته بود. بمب جی‌بی‌یو-۲۸ اف-۱۱۱ نخست، به‌دلیل شناسایی نادرست هدف، به محلی خارج از محدودهٔ هدف برخورد کرد. دومین بمب اما مستقیماً به هدف برخورد کرد و به لایه‌ای ضخیم از بتن مسلح نفوذ کرد و سپس منفجر شد و همهٔ افراد داخل آن سنگر کشته شدند.
این بمب، طی بمباران یوگسلاوی توسط ناتو در سال ۱۹۹۹ توسط اف-۱۵های نیروی هوایی ایالات متحده، به‌ویژه علیه مرکز فرماندهی استراژویکا استفاده شد اما موفقیت‌آمیز نبود.
از این بمب در عملیات آزادی بلندمدت در سال ۲۰۰۲ و تهاجم به عراق در سال ۲۰۰۳ نیز استفاده شد.
نخستین صادرات جی‌بی‌یو-۲۸ شامل خرید ۱۰۰ تیر از این بمب توسط اسرائیل بود. در سال ۲۰۰۹، ۵۵ تیر از این بمب به اسرائیل تحویل داده شد. این سلاح می‌تواند توسط اسرائیل علیه تأسیسات هسته‌ای ایران استفاده شود. گزارش‌های تأییدنشده‌ای مبنی بر استفادهٔ اسرائیل از جی‌بی‌یو-۲۸ در طول جنگ غزه (۲۰۰۸–۲۰۰۹) وجود داشت.
در ژوئن ۲۰۰۹، پس از آزمایش هسته‌ای انجام‌شده توسط کره شمالی در ۲۵ مه ۲۰۰۹، آمریکا با فروش جی‌بی‌یو-۲۸ به کرهٔ جنوبی موافقت کرد. این بمب‌ها قرار بود بین سال‌های ۲۰۱۰ و ۲۰۱۴ تحویل داده شوند.
در بمباران غزه در ماه مه ۲۰۲۱ که نیروهای دفاعی اسرائیل از آن با عنوان «عملیات نگهبان دیوارها» یاد می‌کند، جی‌بی‌یو-۲۸، به‌طور گسترده مورد استفاده قرار گرفت.
انتظار می‌رود که بمب ۲۳۰۰ کیلوگرمی جی‌بی‌یو-۷۲ که از سال ۲۰۱۷ در حال توسعه است، به‌طور قابل‌توجهی آسیب بیشتری را علیه اهداف مقاوم‌شده و زیرزمینی وارد کند. این بمب به یک فیوز الکترونیکی هوشمند بادوام‌تر و کارآمدتر مجهز شده‌است که می‌تواند در یک مکان از پیش برنامه‌ریزی‌شده، فعال شود. نیروی هوایی ایالات متحده قصد دارد در سال ۲۰۲۲ خرید این سلاح را برای جایگزینی جی‌بی‌یو-۲۸ آغاز کند.
برخی پایگاه های خبری مدعی شده‌اند که بمب‌های به کار گرفته شده در حمله به ضاحیه و مناطق دیگر بیروت توسط اسرائیل از نوع بمب سنگرشکن جی‌بی‌یو-۲۸ بوده‌اند.